# Башкирский военно-революционный комитет
Башкирский военно-революционный комитет (Башревком; баш. Башҡортостан хәрби-инҡилаби комитеты) — высший государственный орган власти АСБР с марта 1919 года по июль 1920 года.

## История
Башкирский военно-революционный комитет был создан в марте 1919 года на базе Временного военного революционного комитета Башкирской республики, образованного 21 февраля 1919 года на I Всебашкирском военном съезде в селе Темясово (ныне Баймакский район Башкортостана). 22 февраля был издан приказ о передаче всей полноты власти на территории республики Башревкому. Председателем Временного военного революционного комитета Башкирской республики был избран Мстислав Кулаев. Башревком состоял из 15 комиссариатов — иностранных дел, военный (Ахмед-Заки Валиди), социального обеспечения (Ильдархан Мутин), продовольствия (Абдулла Адигамов), здравоохранения и финансов (Осман Куватов), земледелия (Ганей Карамышев), внутренних дел и национальностей (Фатих Тухватуллин), труда (Ильяс Алкин), просвещения (Аллабирде Ягафаров), юстиции (Юныс Бикбов), внешней и внутренней торговли (С. Магазов). На уровне кантонов возникли кантревкомы.
С самого создания нового правительства, она занималась подготовкой к переходу республики и Башкирских войск на сторону Советской России. В итоге 20 марта 1919 года в Москве было подписано «Соглашение центральной Советской власти с Башкирским правительством о Советской Автономной Башкирии». Этот исторический акт со стороны Советского правительства подписали председатель Совнаркома Владимир Ленин, председатель ВЦИК Михаил Владимирский и наркомнац Иосиф Сталин, с башкирской стороны — председатель Башкирского правительства Мухаметхан (Мстислав) Кулаев, член Башревкома Муллаян Халиков и адъютант Башкирского войска Абдрашит Бикбавов.
После этого Башревком начинает реализацию «Соглашения центральной Советской власти с Башкирским правительством о Советской автономной Башкирии», проводит реформу госуправления по советскому образцу.
C апреля по август 1919 года во время наступления армии Колчака, Башревком был эвакуирован в город Саранск.
С 20 августа 1919 года Башревком в городе Стерлитамак, 26 августа  1919 года был принят приказ «О вступлении его в управление Башкирской Светской Республикой» (утверждено постановлением ВЦИК от 17 сентября 1919 года «О передаче Башкирскому революционному комитету всего аппарата управления и об организации управления на территории Башкирской Советской Республики»). 18 ноября 1919 года прошла 1-я Башкирская партийная конференция, по итогам которого члены Башревкома (Юмагулов, Каспранский, И. Рахматуллин) вошли в состав областного комитета Башкирской партийной организации (Башобкома РКП(б)).
По многим вопросам, особенно по реализации автономии и принципа федерализма, руководства и управления республикой позиция Башревкома не совпадала с линией большинства членов Башобкома РКП(б), Башкирского ЧК, Башвоенкомата, Башкирского СНХ, Башнаркомпрода. Это противостояние привело к аресту Башревкомом членов Башкирского ЧК в ночь с 15 на 16 января 1920 года.
12 марта 1920 года Башревком обратился во ВЦИК, ЦК РКП(б), Центральное бюро Комвостока, Реввоенсовет Туркфронта с заявлением, в котором обвинил центр в нарушении условий соглашениям и потребовал отзыва из республики представителей Москвы — противников автономии Башкирии, а также невмешательства партийных органов в административные дела.
19 мая 1920 года принят декрет ВЦИК «О государственном устройстве Автономной Советской Башкирской Республики», ограничивающее права республики утверждённых в «Соглашении» более года назад. Не согласившись с решением ВЦИК, 16 июня Башревком в полном составе ушёл в отставку. Его новый состав был избран 26 июня.
25-28 июля 1920 года в Стерлитамаке был проведён 1-й съезд Советов Башкирской АССР, на котором вместо Башревкома был образован постоянный высший орган государственной власти — Центральный Исполнительный Комитет Башкирской республики.

## Председатели Башревкома
- Ганей Батыргареевич Карамышев[баш.] (и. о.)
- Юмагулов Харис Юмагулович (17.5.1919 — 20.1.1920);
- Валидов Ахмет-Заки Ахметшахович (24.2.1920 — 16.6.1920);
- Мансырев, Файзулла Саитович (26.6.1920 — 28.7.1920).